# Altération forcée
«  Météorisation augmentée » redirige ici. Pour les autres significations, voir Météorisation.
L'altération forcée, appelée aussi météorisation augmentée, se réfère à des méthodes de géoingénierie qui utilisent la dissolution naturelle (météorisation) ou artificielle dans des minéraux pour éliminer le dioxyde de carbone de l'atmosphère. Comme le dioxyde de carbone est en premier lieu retiré de l'eau de l'océan, ces approches attaquent le problème de l'acidification de l'océan.

## Altération et l'alcalinité des océans
L'altération est le processus naturel dans lequel les roches sont décomposées et dissoutes à la surface de la terre. Lorsque des silicates ou des carbonates se dissolvent dans l'eau de pluie, le dioxyde de carbone de l'atmosphère est introduit dans la solution à travers les réactions ci-dessous (Eq.1&2) et forme des ions bicarbonates :
Éq. 1 Forstérite : Mg2SiO4 + 4CO2 + 4H2O → 2 Mg2+ + 4HCO3− + H4SiO4
Éq. 2 Calcite : CaCO3 + CO2 +H2O → Ca2+ + 2HCO3−
L'eau de pluie et des ions bicarbonate finissent dans l'océan, où ils sont transformés en minéraux carbonatés par les organismes calcificateurs (Eq.3), lorsqu'ils coulent au fond des océans. La plupart du carbonate se redissout au cours de la descente vers le fond des océans.
Éq. 3 : Ca2+ + 2HCO3− → CaCO3 + CO2 + H2O
On pense qu'au cours des ères géologiques ces processus stabilisent le climat de la Terre. L'altération des silicates lors de la dissolution et de la précipitation séquestre 1 mole de CO2 pour chaque mole de Ca2+ ou Mg2+ extrait du minéral. Étant donné que certains des cations dissous réagissent à l'alcalinité de la solution pour former des ions CO32− , le ratio n'est pas exactement de 1:1 dans les systèmes naturels, mais est une fonction de la température et  de la pression partielle de CO2. La séquestration nette de CO2 par l'altération de carbonate (Eq.2) et sa précipitation (Eq.3) est nulle.
On pense que l'altération et la précipitation biologique de carbonate ne sont que faiblement couplées sur de courtes périodes de temps (<1 000 ans). Par conséquent, une augmentation de l'altération à la fois de carbonates et de silicates par rapport à la précipitation de carbonate devrait entraîner une augmentation de l'alcalinité des océans.
La recherche sur l'altération forcée examine comment ces processus naturels peuvent être améliorés en retirant le CO2 de l'atmosphère pour le stocker dans des solides minéraux carbonatés ou en augmentant l'alcalinité de l'océan.

## Altération terrestre forcée
À l'origine de l'altération forcée, on trouve l'amendement des sols de culture par des silicates,. L'activité biologique dans les sols semble favoriser la dissolution des minéraux silicatés, mais il y a encore de l'incertitude sur la rapidité du processus. Comme la vitesse d'altération est une fonction de la saturation de la dissolution des minéraux en solution (cette vitesse s'annule lors d'une saturation complète des solutions), certains ont suggéré que la quantité de précipitations peut limiter l'altération terrestre forcée, bien que d'autres suggèrent que la formation secondaire de minéral ou une activité biologique peuvent supprimer la saturation et permettre l'altération terrestre forcée.
La quantité d'énergie nécessaire à la fragmentation d'un solide dépend de la vitesse de dissolution de ses minéraux ? Un travail de 2012 a suggéré une large dispersion du coût de l'altération forcée largement plus faible que l'incertitude sur les vitesses de dissolution.

## Altération océanique forcée
Pour surmonter les limitations dues à la saturation des solutions et d'utiliser le concassage naturel de particules de sable par les vagues il semble intéressant d’épandre du sable en environnement côtier bien que le pH plus élevé de l'eau de mer peut réduire considérablement le taux de dissolution. Il est difficile de connaître la capacité de concassage des vagues.
Alternativement, l'application de carbonates dans les zones de résurgence océaniques a été étudiée. Les carbonates sont en sursaturation à la surface des océans mais ils sont en sous-saturation dans les profondeurs. Dans les zones de résurgence océaniques l'eau sous-saturée remonte à la surface. Même si cette technique d'ensemencement semble bon marché, son potentiel de séquestration de CO2 est limité.
L'ensemencement des océans à la chaux a aussi été proposé. Dans ce cas la transformation de la calcite (CaCO3) en chaux (CaO) par calcination a un important coût énergétique  et le procédé est émetteur de CO2.

## La carbonatation minérale
La  carbonatation des silicates a d'abord été proposée par Seifritz, puis développée initialement par Lackner et al. ainsi que par le Centre de recherche Albany. Ces premières recherches ont étudié la carbonatation de silicates broyés à des températures de ~180 °C et sous une pression partielle de CO2 de ~15 MPa dans des réacteurs contrôlés (carbonatation ex situ). Certains travaux de recherche explorent le potentiel de la carbonatation in situ, dans laquelle le CO2 est injecté dans le silicate de formations rocheuses (voir CarbFix).
La carbonatation s'est essentiellement concentré sur la séquestration de gaz de combustion. Il semble intéressant de pratiquer une géoingénierie à partir de CO2 directement capté dans l'atmosphère ou par traitement de biomasse.